# CLOVER (漫畫)
《CLOVER》（日語：CLOVER）是日本漫畫家團體CLAMP創作的日本漫畫作品。於講談社漫畫雜誌《Amie》1997年至1999年期間進行連載。

## 劇情簡介
如同書名意義"四葉草"，本故事分成4個章節。
第一、二集是第一章，第三集是第二章，第四集是第三章，第五、六集（未出版）是第四章。
第一、二集：
白花苜蓿計畫：把能使用「魔法」的孩子，由政府從全國中找出來做測試。葉片數每增加一片，力量就愈強大，葉片數少者無法感覺出比自己葉片數多的人的存在和力量，多者卻可以掌握葉片數少者的能力和位置。
女主角蘇是被稱為四片葉的魔法孩子，擁有超強的魔力，所以一直是孤單一人。他拜託魔導師讓他去“妖精遊樂園”，而護送蘇的人是退役軍人和彥。
第三集是和彥和蘇和歌手織葉（一葉）的往事。
第四集是銀月（二葉）和藍（三葉）的故事。

## 登場人物
琉・F・和彦（りゅう・ふぇい・かずひこ）
退役軍人，銀月的祕密部隊的副官。右手是義肢，也是攻擊武器。織葉的戀人。
蘇（スウ）
唯一的四片葉。被織葉的歌聲吸引，但是由於力量強大而被禁止離開研究所，於是打電話與織葉交談，兩人成為朋友，也一起唱歌。第一個願望，也是最後一個願望，是想去妖精遊樂園，並答應到了以後會自己結束生命。能力是創造。
銀月（ぎんげつ）
二片葉，軍人，秘密部隊的隊長。收留藍，於是答應在腦部植入自爆裝置。
藍（らん）
三片葉，原名C ，是3個3片葉的其中之一。和A是雙胞胎，弟弟A殺死B以後，決定離開研究所，而被銀月收留。能力是傳送。
巴魯斯（白豹）（ばるす）
和彦的宿敵。
織葉（おるは）
一片葉，和彦的戀人，歌手。能力是預知自己死亡的日期。
紘將軍（こうしょうぐん）
五位長老其中一人。
小貓（しゃおまお）
義賊的首領。

## 出版書籍
| 卷數 | 講談社        | 講談社                 | 台灣東販       | 台灣東販           |
| 卷數 | 發售日期      | ISBN                   | 發售日期       | ISBN               |
| ---- | ------------- | ---------------------- | -------------- | ------------------ |
| 1    | 1997年6月6日  | ISBN 978-4-06-340001-4 | 1997年12月27日 | ISBN 957-64-3637-0 |
| 2    | 1997年8月22日 | ISBN 978-4-06-340002-1 | 1998年1月23日  | ISBN 957-64-3662-1 |
| 3    | 1998年5月13日 | ISBN 978-4-06-340018-2 | 1998年7月31日  | ISBN 957-64-3764-4 |
| 4    | 1999年8月9日  | ISBN 978-4-06-340034-2 | 1999年10月5日  | ISBN 957-64-3947-7 |

新裝版
| 卷數 | 講談社        | 講談社                 |
| 卷數 | 發售日期      | ISBN                   |
| ---- | ------------- | ---------------------- |
| 1    | 2008年7月17日 | ISBN 978-4-06-375508-4 |
| 2    | 2008年7月17日 | ISBN 978-4-06-375509-1 |

## 電影版
與《庫洛魔法使劇場版：小櫻的香港之旅》同時播映。2007年5月25日，與DVD《庫洛魔法使 THE MOVIE COLLECTION》同時發行。
1999年8月21日公開。5分鐘。DVD於2007年5月25日發售、商品編號ASIN B000N0WBFO。
- 製作：萬代影視
- 配給：松竹
- 監督：高坂希太郎
- 演出：松尾衡
- 人物設定・作画監督：結城信輝
- 美術監督：山本二三
- 攝影監督：八巻磐
- 音響監督：本田保則
- 音響效果：倉橋静男
- 音樂：橋本一子
- 動畫製作：MADHOUSE